# Boiry-Sainte-Rictrude
Boiry-Sainte-Rictrude település Franciaországban, Pas-de-Calais megyében. Lakosainak száma 386 fő (2022. január 1.). Boiry-Sainte-Rictrude Ficheux, Adinfer, Ayette, Boiry-Saint-Martin, Boisleux-au-Mont, Douchy-lès-Ayette és Hendecourt-lès-Ransart községekkel határos.

## Népesség
A település népességének változása:
| Lakosok száma | 404  | 404  | 408  | 406  | 408  | 410  | 402  | 394  | 386  |
|               | 2013 | 2015 | 2016 | 2017 | 2018 | 2019 | 2020 | 2021 | 2022 |